# Delia montezumae
Delia montezumae är en tvåvingeart som beskrevs av Griffiths 1991. Delia montezumae ingår i släktet Delia och familjen blomsterflugor. Inga underarter finns listade i Catalogue of Life.